# Aloe oligophylla
Aloe oligophylla är en grästrädsväxtart som beskrevs av John Gilbert Baker. Aloe oligophylla ingår i släktet Aloe och familjen grästrädsväxter. Inga underarter finns listade i Catalogue of Life.